# ベンジャミン・キッド
ベンジャミン・キッド（Benjamin Kidd、1858年 – 1916年）は、イギリスの社会学者で、公務員が本業であったが、自学を重ね、1894年に出版した著書『社会の進化 (Social Evolution)』によって国際的な名声を得た。キッドは、「社会の進化と現代文明の進化 (evolution of society and of modern civilization)」は、理性や科学によってもたらされるのではなく、「宗教的信念 (religious beliefs)」の力によって引き起こされるものだと論じた。この本は世界中に普及し、社会的福音運動に影響を与えた。
キッドは学問としての社会学の創始者であると考えられることもある。ダーウィニズムと進化論の影響を受けていたキッドは、人類社会の進化と生物組織の進化の間にアナロジーを見出した。社会進化論の流れを汲んでいたが、ハーバート・スペンサーなどが個人の合理的知性に注目した議論を展開したのに対し、超合理的心性によって結ばれた社会集団の単位における競争や淘汰に注目し、宗教による社会統合を重視した。
キッドが精力的に発表した著作は、当時、大きな影響力をもった。しかし、第一次世界大戦後には、世界は大きく変わってしまい、キッドの著作は、もっぱら歴史的な関心からしか顧みられないものになってしまった。

## 生い立ち
ベンジャミン・キッドは、1858年9月9日にアイルランドのクレア県で、王立アイルランド警察隊の巡査だった同名の父ベンジャミン・キッド（Benjamin Kidd、1831年ころ – 1914年）と、その妻メアリ・レベッカ（Mary Rebecca、1833年 – 1916年）の間の最初の子として生まれたが、やがて夫妻の間には彼を含め11人の子どもたちが生まれた。一家はプロテスタントであった。キッドは、「教育や社会的地位といった幼いころの優位な立場 (early advantages of education or social position)」とは縁がなかった。しかし、「自らの信念と衝動 (self-belief and drive)」を強くもっていたキッドは、「ボロから富へ (rags to riches)」と上昇する人生を送った。

## 最初の仕事
キッドが得た最初の仕事は、1878年に働き始めた、ロンドンのサマセット・ハウスにあった内国歳入委員会の事務員としての仕事であった。当時18歳だったキッドは、この仕事を得るために、下級公務員試験を受けて合格した。ロンドンにおけるキッドの生活は、「質素で孤独な (frugal and solitary)」ものだったが、大志を抱えた彼は、夜間学級に学び、常々読書に勤しんだ。キッドの質素さは、当時の下級公務員の俸給が、下層中流階級としては最低水準にあたる、最高でも£150 という水準に留まっていたという事実から、必要とされていたものであった。これは、辛うじて生活していけるだけの水準であり、13年間にわたって昇給の機会も与えられなかった。
1887年に、キッドは、ウェストン＝スーパー＝メア出身のモード・エマ・イザベル・ペリー (Maud Emma Isabel Perry) と結婚した。ふたりの間には、3人の息子たち、 フランクリン (Franklin) と、双子のジョン (John) とロルフ (Rolf) が生まれた。
キッドは、無名の事務員のままでいることには満足できなかった。彼は自分の「人生の使命 (mission in life)」として、オーギュスト・コントやハーバート・スペンサーのように、自学によって「社会的預言者 (social prophet)」となることを信念としていた 。彼は事務員として働いた17年間、この使命を果たすための準備を進めた。彼の準備は、他人の書いた本を読むことから始まった。当初は生物学の論文を書いたりしていたが、在職期間後半の10年間は著書『社会の進化』の執筆に注力し、やがてこの本によって彼は国際的な名声を得ることになった。

## 著書『社会の進化』
1893年に脱稿し、1894年に出版した『社会の進化』の印税収入によって、キッドは職を辞することができた。短期間のうちに、彼は無名の事務員から、長い間そうなるべく努力を重ねてきた、国際的に有名な社会的預言者へと姿を変えた。
キッドは、『社会の進化』 を、非常に重要な内容をもつものであるという「自信と信念 (self-confidence and conviction)」によって著した。この本や、それに続いた彼の著作の大きな主題は、宗教が「フィランソロピーと参政権の拡大を進める主要な営力 (the chief agency in promoting philanthropy and the political enfranchisement)」であるということろにある。これと対照して、キッドは、理性を「利己的で近視眼的 (selfish and short-sighted)」だと考えていた。
「進化と自然主義 (evolution and naturalism)」が、宗教的信念のいくつかの側面を危うくさせていた当時、彼の本は時を得て出版された。キッドは最新の発見を説明に織り込み、活用して、ひとつの信念を述べている。キッドは、「社会進化論者、ないし、社会的ダーウィニスト (social darwinist)」と位置づけられている。「社会の進歩 (social evolution)」という表現は、1853年に最初に用いられた。それは、生物の進化についての新しい理論と社会の進化についての理論を並置するものであった。キッドは、これらの並行性について、1902年の『ブリタニカ百科事典 第9版』第5巻の序文に寄せた「進化論の社会理論への応用 (Application of the Doctrine of Evolution to Sociological Theory)」で論じている。
『社会の進化』は、いくつもの版を重ね、様々な言語に翻訳され、ドイツ語（1895年）、スウェーデン語（1895年）、フランス語（1896年）、ロシア語（1897年）、イタリア語（1898年）、中国語（1899年）、チェコ語（1900年）、デンマーク語（1900年）、アラビア語（1913年）でも出版された。日本語では、1899年に、角田柳作による翻訳『社會之進化』が開拓社から刊行された。その後、1925年には佐野学の訳による『社会進化論』が而立社から刊行された。日本語では、『社会の進化』、『社会進化論』のほか、『社会進化』の書名で言及されることがある。
この本が成功した理由のひとつは、その「社会主義に対する暴力的な攻撃 (violent attack on socialism)」にあり、それが比較的保守的な人々にアピールした。この本はまた、宗教関係者にもアピールした。キッドは、西洋文明の「生活条件の平等化を目指した現代駅進歩 (modern progress toward the equalization of the conditions of life)」が、キリスト教によって生み出された「利他主義が生む膨大な基金 (immense fund of altruism)」によって成立していると説いた。 この本が成功した3つめの理由は、キッドが労働者が平等な権利と機会を獲得するという未来予想を描いたことにあった。この楽天的な展望は、金ぴか時代にあって、しばしば「昇進の希望もほとんどないまま、苦役の生活に縛られている (consigned to lives of bitter toil with little hope for advancement)」労働者たちにアピールした。

### 『社会の進化』 の概要
ダーウィニズム科学の登場によって、「人間の思想の基礎は再構築されてきた (The very foundations of human thought have been rebuilt)」(viii)。進化という「ダーウィン的科学の精神を捉えた者 (who have caught the spirit of Darwinian science)」にとって、基本的な問題は、「社会の進化において宗教機構は果たすべき機能をもっているか (religious systems have a function to perform in the evolution of society)」である。
社会の進化が起こるのは「かつての歴史 (previous history)」における何物とも異なるものであり、それに影響を与えるのは「宗教 (religion)」なのである。人々は自然なものよりも「超自然的なもの (Super-natural)」に目を向けるし、行動への「制裁 (sanctions)」は理性よりも「超理性的なもの (ultra-rational)」に向かう。
西洋文明の発展は、「キリスト教信仰 (Christian religion)」によって下支えされており、それはこの世界に「組織の福祉への情熱的な献身 (an enthusiastic devotion to its corporate welfare)」という新たな思想をもたらした。キリスト教の「利他主義 (altruism)」によって、西洋文明は「政治権力の大きな拡張 (great extension of political power)」を大々的に経験した。キリスト教の利他主義が、西洋文明の社会的進化の最初の段階を生み出したのである．次の段階は、キリスト教によって浸透させられた「利他主義的感覚 (altruistic feeling)」を解放した宗教改革であった。
西洋文献に特徴的な「人道感覚の大きな発展 (great development of humanitarian feelings)」の効果は、チャリティーへの寄付、奴隷貿易の抑制、不正義を糾す動きへの関与、人であれ動物であれ「悲惨な状態にある者、苦しむ者 (misery or suffering)」について敏感であること、「特権階級のない (no privileged class)」、「機会の平等 (equality of opportunity)」を目指す社会の進化などに見出される。
要するに、西洋文明の「生活条件の平等化へと向かう (toward the equalization of the conditions of life)」進化の力は、「われわれの文明が基礎を置く倫理的機構が生み出す利他的感覚の大いなる賜物 (great fund of altruistic feeling generated by the ethical system on which our civilization is based)」のうちに存在しているのであり、それはキリスト教信仰によってもたらされているのである。

## 名声
『社会の進化』の印税収入によって事務員の職を辞することができたキッドは、フルタイムの「社会的預言者」となり、有名人として自由に各地を旅した。1894年から1902年にかけて、キッドはアメリカ合衆国各地を回り、1898年にはカナダ、1902年には南アフリカにも足を伸ばした。また、ロンドンでは、政界、科学界、文学界の数多くの重要人物たちの知遇を得た。
合衆国滞在中、ニューヨークの雑誌『アウトルック (The Outlook)』のインタビューに応えたキッドは、合衆国とイングランドの将来について、楽観的な展望を語った。 両国は、「大衆が平等な政治的権利と平等な社会的機会を間違いなく享受できるような未来へと向かっている (were heading into a future in which the masses must inevitably enjoy equal political rights and equal social opportunities)」と彼は述べた。キッドはまた、『タイムズ (The Times)』紙に一連の記事を寄稿し、これらは後に『The Control of the Tropics』と題して出版された。
キッドは合衆国滞在中に社会的福音運動に触れ、ワシントン・グラッデン、ライマン・アボット、ウィリアム・D・P・ブリス、ジョサイア・ストロングといった、この運動を指導していた聖職者たちと会見した。
キッドは既に、国際的に知られた有名人になっていた。このため、彼には多数のインタビューの要請や、寄稿、講演の依頼が舞い込んだ。その名声は、彼を「脅かす (frightened)」ほどにもなり、ほとんどの依頼を断り、巨額の報酬を示されても応じないようになった。彼は「内向きの性格 (withdrawn personality)」に留まるようになり、公の場では「落ち着かない (ill at ease)」ようになっていった。

## 『社会の進化』への反応
『社会の進化』は、曖昧な性格をもっていた。「空想的社会主義 (utopian socialism)」と「週末論的経済主義 (doomsday economism)」の間を揺れ動く論旨は、やがて「大国同士の世界規模での紛争 (global conflict between the great powers)」につながるだろうと論じていた。「社会理論 (socialist theory)」を評する中でキッドは、社会主義は実践には適さないと述べた。キッドの著作における曖昧さは顕著なものであったため、彼は一部からは「キリスト教社会主義者 (Christian socialist)」と呼ばれ、他の一部からは資本家寄りだと評された。このため、 『社会の進化』は、「熱烈に攻撃され (fiercely attacked)」ると同時に「熱烈に支持され (fiercely supported)」たのである。

### 支持
『社会の進化』への支持は、有名人の読者たちから寄せられた。慈善家として知られたチャールス・ブースは、この本を「衝撃的で独自 (striking and original)」と評した。影響力のある経済学者だったアルフレッド・マーシャルは、この本を非常に刺激的で興味深いと考え、キッドとの交流を始めた。
「アメリカにおける社会学の創始者として知られた (the acknowledged founder of American sociology)」レスター・フランク・ウォードは、 『社会の進化』の「論調 (tone)」は「概ね健全 (generally healthy)」なものだと述べた。
キッドの訃報は、 『社会の進化』の「独自性と力 (originality and force) を讃えた。

### 攻撃
「信仰者たちはキッドが宗教をもっぱら機能の面から擁護することを、科学者たちは非理性的なものや杜撰な憶測に基づく彼の信念を、学者たちは理性についての歪められた概念やぞんざいな歴史の説明を、それぞれ不愉快に思った (Believers were offended by Kidd's functional defence of religion, scientists by his faith in unreason and loose speculation, the scholarly by his pinched concept of rationality and his slanted account of history)」。ある学者の本は、「キッド氏がその結論に達した過程には深刻な不審 (grave distrust of the process by which Mr. Kidd reaches his conclusion)」を覚えると述べ、それを「綴る言葉遣いについても (of the terms in which he formulates)」同様だと述べていた。
セオドア・ルーズベルトは、この本の「議論はあまりに杜撰 (argument is so loose)」で、正反対の主張を意味するような解釈を引き出すこともできるだろうと考えた。キッドの議論の中心に置かれた論点は、「根本的に間違っている (radically false)」とも述べた。
1927年版の『英国人名事典』は、 『社会の進化』について、「支離滅裂 (incoherent)」で、「思わせぶりなレトリックに満ちた (full of pretentious rhetoric)」、「扇情的な報道 (sensational journalism)」のようなものだと述べた。学界はキッドの著作をまともに扱ったことはなかった、ともしている。
自由思想家で音楽評論家だったアーネスト・ニューマンは、ベンジャミン・キッドの社会進化についての理念に激しい怒りをぶつけた。ビュー・モーティマー・セシル (Hugh Mortimer Cecil) という変名で綴られたニューマンの批評は、キッドの進歩の概念や社会進化のモデルにおける神学的内容について、疑似科学であると批判した。

### 日本での反響
上述のように、日本では、1899年に角田柳作訳『社會之進化』、1925年には佐野学訳『社会進化論』が出版された。しかし、それ以前から原書に接していら知識人もいた。
内村鑑三は、1895年の時点で、この本に大いに感動し、影響を受けたとされる。一方、夏目漱石は、所有するキッドの著書の余白に、辛辣な批判的書き込みを残している。

## 『西洋文明の諸原理』 （1902年）
キッドが1902年に出版した『西洋文明の諸原理 (Principles of Western Civilization)』は『Review of Reviews』誌が報じたように、否定的な評価を受けた。『Positivist Review』誌の評では、「愚かさ (imbecility)」、「響き渡るような愚かさ (sonorous fatuity)」、「ナンセンスの行列 (rank nonsense)」、「形而上学的な欺き (metaphysical bamboozlement)」などといった言葉が並んだ。『隔週評論』誌の書評は、キッドの歴史が「混乱させられ、曲解された (muddled and perverted)」ものだとし、この本は「言葉のごちゃまぜであり、... 本当に言わんとするところ、論点は欠いている (a wordy confusion . . . without real definiteness or point)」と記した。

## 晩年
1903年、キッドは、「社会から離れていく (ever increasing seclusion)」生活を求めて、ロンドンを離れた。しかし、その後も執筆や講演は継続した。1908年にはオックスフォード大学で、「個人主義とその後 (Individualism and After)」と題して講演をおこなった。1911年には、『ブリタニカ百科事典』の「社会学 (Sociology)」の項目を執筆した。1910年から1914年にかけて、キッドは『力の科学 (The Science of Power)』の執筆に取り組んだ。しかし、第一次世界大戦が始まり、この本は、息子フランクリン・キッドによる改訂を施すことが必要となり、著者の死後、1918年に出版された。
キッドは、短期間の闘病を経た後、心臓疾患により、1916年10月2日にサウス・クロイドンで死去した。

### 『力の科学』 (1918年)
最晩年の6年間、キッドが『力の科学 (The Science of Power)』の執筆にとり組んでいたとき、彼が世界的紛争と呼んだような状況が現実になろうとしていた。このため、かつてキッドが示していた人類社会の進化に関する楽天的展望は、消失してしまった。彼は、ダーウィニズムにも、帝国主義にも背を向けた。かつての西洋文明の賞賛は、「激しい糾弾 (a searing indictment)」へと転じた。
『力の科学』 (1918年) は、かつてのキッドの著作と同様の成功を収めた。キッドは過去を振り返り、キリスト教的利他主義の継続こそが、「諸国民の間の恒久的善意の理想 (the ideal of permanent goodwill among nations)」であり、仲裁が戦争にとって変わらなければならないとした。しかし、第一次世界大戦に先んじた時期に、キッドは、ドイツの著作家エルンスト・ヘッケルが『宇宙の謎 (Die Welträtsel)』で例示したような「異教的大退化 (great pagan retrogression)」、敵を愛せと教えるキリスト教的利他主義を否定するような退化を見ていた。
キッドの未来への希望は、女性の影響力にかかっていた。彼が「Woman is the Psychic Centre of Power in the Social Integration」と題した章で女性を賞賛したことは、フェミニストたちにアピールした。キッドは、女性を「反＝異教的、すなわち利己的なところがなく、人種の利益に献身する (anti-pagan, i.e. unselfish, and devoted to the interests of the race)」存在であり、すべて「キリスト教的利他主義に沿う (in accordance with Christian altruism)」ものだと考えていた。

## 引用
サー・ロバート・ベーデン＝パウエルは、「教育におけるスカウティングとガイディング (SCOUTING AND GUIDING IN EDUCATION)」と題された論文の中で、次のようなキッドの言葉を引用した。

ああ！ 世界を立て直す賢き者たちよ! 私たちに若者を与えよ。私たちに若者を与えよ。あなた方が世界にしたいことをすればよい、ただ私たちに若者を与えよ。私たちが彼らに教えるのは、夢である。私たちが彼らのために生み出すのはユートピアであり、私たちが彼らのために成し遂げられなかった世界を再建する思想である。邪悪が彼らを捉える前に、私たちに若者を与えるなら、私たちは新しい天と新しい地を創り出すことだろう。
Oh! you wise men who would reconstruct the world! Give us the young. Give us the young. Do what you will with the world, only give us the young. It is the dreams which we teach them: it is the Utopias which we conceive for them: it is the thoughts which we flunk for them which will rebuild the world. Give us the young before the evil has held them and we will create a new Heaven and a new Earth.

## 歴史的評価
1915年以降、キッドを評価した歴史学者は1ダース以上にのぼった。
ある評価では、キッドの思想を以下のように要約している。
- キッドは、カール・マルクスとハーバート・スペンサー（特にスペンサー）に「触発されて (inspired)」いたが、他方では彼らを「批判した (criticized)」。
- 「支配階級の面々が優れている訳ではない (members of the ruling class were not superior)」という点について、彼はマルクス主義者たちと同意していた。
- 彼は「支配者の家系は退化するため、新たな支配者が下層から登場するはずだ (ruling families were degenerating so that new rulers had to be recruited from below)」と信じていた。
- キッドの考えでは、「白人種 (white race)」の「知的優位 (intellectual superiority)」は、「蓄積された知識 (accumulated knowledge)」によるものであり、（人種主義者が考えるような）生得的な素養によるものではなかった。
- 彼は、「イングランド人種が優位にあるという点では人種主義者と同意 (agreed with racists that the English race was superior)」しており、特に「共同体と未来の利益のために、利己的な衝動を組織し、抑圧する能力 (ability to organize and to suppress egoistic instincts to the benefit of the community and the future)」に長けているとしていた。

アメリカ合衆国の歴史家ロバート・C・バニスターは、社会進化論の文脈におけるキッドを評価した。バニスターの見るところでは、キッドはその「ポップな社会学 (pop sociology)」によって「旋風 (flurry)」を巻き起こした。それによってキッドは、瞬く間に認知されたが、結局のところ長期的には、「後の世代を困惑、狼狽させる (confounds and embarrasses later generations)」ものとなった。

## 著作
以下に挙げる著書のほか、キッドは「きわめて大量のジャーナリズムへの寄稿、学術誌への寄稿、百科事典、英米の週刊紙などに寄せた評論、コラム、インタビュー、書簡などを生み出した (produced a prolific amount of occasional journalism, contributions to journals, encyclopaedias, reviews, columns, interviews and letters for weeklies in Britain and America)」。アメリカ合衆国の雑誌『アウトルック』1894年9月1日号に掲載された、「合衆国の未来 (The Future of the United States)」と題されたインタビューには、その楽観的見方に対して幅広く様々な反響があった。
- Social Evolution (1894)[52]
- Control of the Tropics (1898) archive.org
- Principles of Western Civilisation (1902)[53] archive.org
- Individualism and After: The Herbert Spencer Lecture  1908 Google books
- Two Principal Laws of Sociology (1909)
- The Science of Power (1918) archive.org
- A Philosopher with Nature (1921) archive.org